# Williamson Bluff
Das Williamson Bluff ist ein 1000 m hohes und am Gipfel abgeflachtes Kliff an der Bowman-Küste des Grahamlands auf der Antarktischen Halbinsel. Es liegt am Kopfende des Trail Inlet und erstreckt sich 6 km nordöstlich des Mount Shelby von der Ostseite der Bills Gulch. Während sein Gipfel verschneit ist, bestehen seine Hänge aus blankem Fels.
Luftaufnahmen entstanden erstmals am 28. September 1940 durch Wissenschaftler der United States Antarctic Service Expedition (1939–1941). Das UK Antarctic Place-Names Committee benannte es 1976 nach dem britischen Mathematiker und Rechtsanwalt William Williamson (1804–1875), der 1844 in der Schweiz als einer der Ersten die Fließgeschwindigkeit an der Oberfläche von Gletschern ermittelt hatte.